# Papilio manlius
Espèce
Statut de conservation UICN

 NT  : Quasi menacé
Papilio manlius est une espèce de lépidoptères de la famille des Papilionidae. Elle est  endémique de l'île Maurice.

## Description

### Imago
L'envergure est comprise entre 70 et 90 mm. À l'avers les ailes sont noires, l'aile antérieure porte des macules médianes bleu-vert irisées et au moins deux macules submarginales plus petites de même couleur. L'aile postérieure porte une large macule bleu-vert irisée et des macules submarginales de même couleur. Chez la femelle les macules sont plus claires et moins nettes, et la couleur de fond est plutôt marron foncé.
Au revers les ailes sont marron foncé, les ailes antérieures sont plus claire dans la partie marginale et les postérieures portent une rangée de macules blanches dans la partie submarginale.
Le corps est marron foncé.

### Juvéniles
Les chenilles sont vertes à tous les stades. Les chrysalides sont également vertes et anguleuses.

## Écologie
L'écologie de cette espèce est mal connue. La femelle pond ses œufs au revers de plantes de la famille des Rutacées. L'espèce de la plante hôte d'origine n'a pas été déterminée avec certitude et il est probable que peu de papillons l'utilisent encore. Papilio manlius cependant utilise les plantes du genre Citrus comme plante hôte de substitution. Ces dernières, absentes de l'île à l'origine, ont été introduites par l'homme.
Les chenilles passent par cinq stades puis se transforment en chrysalide. Comme toutes les espèces de Papilionides elles possèdent derrière la tête un osmeterium, rouge chez cette espèce, organe fourchu qu'elles déploient quand elles se sentent menacées et qui émet une odeur qui fait fuir les prédateurs.
Les chrysalides sont accrochées à leur support par leur crémaster et maintenues par une ceinture de soie.
Les adultes volent toute l'année mais sont plus courants en été.

## Habitat et répartition
Papilio manlius est endémique de l'île Maurice, située dans la région tropicale. L'espèce peut vivre aussi bien au niveau de la mer qu'en altitude. La plus grande partie de son habitat naturel a disparu  et l'espèce est considérée comme peu courante sur l'île. Elle est présente dans les plantations d'agrumes et dans les jardins où poussent des agrumes,.

## Systématique
Papilio manlius a été décrit pour la première fois en 1798 par Johan Christian Fabricius dans son Supplementum Entomologiae Systematicae. L'espèce est placée dans le sous-genre Princeps ou le sous-genre Druryia et appartient au  groupe de Papilio nireus, qui regroupe une quinzaine d'espèces de Papilio présentant de grandes ressemblances physiques. L'espèce est proche également de  P. phorbanta endémique de la Réunion et de P. epiphorbas endémique de Madagascar.

## Papilio manliuset l'Homme

### Menaces et conservations
L'espèce est considérée comme presque vulnérable par l'UICN. Papilio manlius vivait initialement dans les forêts de l'île Maurice, mais son habitat naturel a presque entièrement disparu. L'espèce survit en utilisant les agrumes comme plante hôte mais pourrait devenir entièrement dépendante de l'Homme si son habitat naturel disparaissait complètement. Cela comporte de nombreux inconvénients, ainsi Papilio manlius pourrait être victime d'une amélioration des insecticides destinés à lutter contre Papilio demodocus, un ravageur des agrumes, ou encore d'une compétition accrue avec cette espèce.